# Грегг Тауншип (округ Юніон, Пенсільванія)
Грегг Тауншип (англ. Gregg Township) — селище (англ. township) в США, в окрузі Юніон штату Пенсільванія. Населення — 4096 осіб (2020).

## Демографія
Згідно з переписом 2010 року, у селищі мешкали 4984 особи в 360 домогосподарствах у складі 260 родин. Було 394 помешкання
Расовий склад населення:
| - 47,7 % — білих - 38,4 % — чорних або афроамериканців - 1,6 % — азіатів - 1,4 % — корінних американців - 0,1 % — вихідців з тихоокеанських островів - 7,3 % — осіб інших рас |

До двох чи більше рас належало 3,4 %. Частка іспаномовних становила 22,3 % від усіх жителів.
За віковим діапазоном населення розподілялося таким чином: 4,1 % — особи молодші 18 років, 91,0 % — особи у віці 18—64 років, 4,9 % — особи у віці 65 років та старші. Медіана віку мешканця становила 38,4 року. На 100 осіб жіночої статі у селищі припадало 793,2 чоловіків;  на 100 жінок у віці від 18 років та старших — 926,0 чоловіків також старших 18 років.
Середній дохід на одне домашнє господарство  становив 58 943 долари США (медіана — 48 365), а середній дохід на одну сім'ю — 67 225 доларів (медіана — 59 671). Медіана доходів становила 23 698 доларів для чоловіків та 35 455 доларів для жінок. За межею бідності перебувало 27,6 % осіб, у тому числі 21,0 % дітей у віці до 18 років та 10,3 % осіб у віці 65 років та старших.
Цивільне працевлаштоване населення становило 600 осіб. Основні галузі зайнятості: освіта, охорона здоров'я та соціальна допомога — 25,2 %, виробництво — 13,8 %, роздрібна торгівля — 11,2 %, мистецтво, розваги та відпочинок — 9,8 %.